# ČD 708 sorozat
A ČD 708 sorozat egy cseh Bo tengelyelrendezésű, villamos erőátvitelű dízelmozdony-sorozat volt. A prototípus 1995-ben készült el, a sorozatgyártás 1997 és 2000 között történt. Összesen 13 db-ot gyártott a ČKD a ČD részére.